# Jürgen Miethke (Bankmanager)
Jürgen Miethke (* 27. Februar 1935 in Schleswig) ist ein ehemaliger deutscher Bankmanager. Von 1974 bis 1999 war er Präsident des Sparkassen- und Giroverbandes für Schleswig-Holstein.

## Leben
Jürgen Miethke studierte Jura in Köln und Kiel und wurde 1964 an der Christian-Albrechts-Universität zu Kiel mit der Dissertation „Der Konzern und das Recht der Wettbewerbsbeschränkungen“ promoviert. Neben seiner 25-jährigen Tätigkeit als Präsident des Sparkassen- und Giroverbandes für Schleswig-Holstein (SGVSH) von 1974 bis 1999 war er lange Jahre Vizepräsident des Deutschen Sparkassen- und Giroverbandes.
Nach seiner Promotion nahm Jürgen Miethke am 1. März 1965 die Arbeit als Assistent der Geschäftsleitung der Landesgarantiekasse (Bürgschaftsbank) Schleswig-Holstein auf. Nach gut einem Jahr wechselte Miethke am 1. Juli 1966 zum Sparkassen- und Giroverband für Schleswig-Holstein, wo er die Stelle des Syndikus innehatte. Zum 1. Januar 1968 wurde er zum Geschäftsführer des SGVSH bestellt. Vom 1. Oktober 1974 bis zu seinem Eintritt in den Ruhestand am 30. September 1999 war Miethke dann Präsident des SGVSH. 
Jürgen Miethke engagiert sich seit vielen Jahren ehrenamtlich in den Bereichen Kunst, Kultur und Geschichte. 1978 war er Mitbegründer des Vereins Denkmalfonds Schleswig-Holstein, der die Pflege von Kulturdenkmalen fördert, und dessen Vorsitzender er von 1980 bis 2004 war. 1983 gründete er zur Förderung der Antikensammlung der Kunsthalle zu Kiel den Verein Freunde der Antike, dessen Vorsitzender er bis 1997 war. Daneben war er von 1984 bis 2004 Vorstandsmitglied des Vereins Schleswig-Holsteinisches Landesmuseum, und trug dazu bei, dass das Schleswig-Holsteinische Freilichtmuseum in Molfsee zu den erfolgreichsten Museen des Landes gehört. Außerdem war er von 1996 bis 2004 Vorsitzender des Freundeskreis Schloss Gottorf, der die Arbeit des Schleswig-Holsteinischen Landesmuseums für Kunst und Kulturgeschichte unterstützt.
Jürgen Miethke setzt sich auch für die Förderung des Journalismus ein. So stiftet Miethke den jährlichen Nachwuchsförderpreis der Schleswig-Holsteinischen Journalistenpreise, die von der Stiftung des Kieler Presse Klubs und dem DJV Nord gemeinsam vergeben werden.
Die Kunstsammlung von Jürgen Miethke und seiner Ehefrau Marielis stifteten diese im Jahr 2023 an die Sparkassenstiftung Schleswig-Holstein.

## Ehrungen
Am 9. Juli 1998 erhielt Jürgen Miethke das Große Verdienstkreuz des Verdienstordens der Bundesrepublik Deutschland.
2003 wurde Jürgen Miethke von der schleswig-holsteinischen Ministerpräsidentin Heide Simonis für „sein langjähriges Engagement in den Bereichen Kunst, Kultur und Geschichte“ mit der Ehrenprofessur des Landes Schleswig-Holstein ausgezeichnet.
Seit 2009 vergibt die Schleswig-Holsteinische Universitätsgesellschaft, deren Präsident Miethke von 1990 bis 2005 war, jährlich den nach ihm benannten, mit 3000 Euro dotierten Professor Miethke-Förderpreis „zur Förderung von fachlichem und forschendem Engagement außerhalb von Hochschulen und Forschungseinrichtungen im Land Schleswig-Holstein“.
2018 wurde Miethke vom Ministerpräsidenten Daniel Günther für sein mehr als drei Jahrzehnte währendes Engagement für das kulturelle Leben in Schleswig-Holstein mit dem Verdienstorden des Landes Schleswig-Holstein ausgezeichnet.

## Bibliographie
- Antikes Sizilien in Münzen und Tempeln. Neumünster 2008, Wachholtz, ISBN 978-3-529-01999-9.